# 빌리버 (2001년 영화)
《빌리버》(영어: The Believer)는 미국에서 제작된 2001년 드라마 영화이다. 헨리 빈의 장편 영화 연출 데뷔작이며, 각본과 공동 원안도 담당하였다. 라이언 고슬링, 빌리 제인, 테리사 러셀, 서머 피닉스 등이 출연하였고, 수전 호프먼 등이 제작에 참여하였다.

## 줄거리
예시바 교육을 받던 유대인 대니얼은 이사악이 번제 희생양이 될 뻔했던 일은 하느님이 아브라함의 믿음을 시험한 것이 아니라 무비판적인 복종을 요구한 것이라고 주장한다.
20대가 되어 뉴욕에서 신나치주의로 넘어간 대니얼은 유대인임을 숨긴 채 반유대주의 발언을 일삼고 파시즘 모임에 참석하며 유대인, 특히 은행가 일리오 맨제티를 죽일 것을 주장한다. 안식일 저녁에 여형제 린다는 대니얼의 나치즘을 우려하고, 아버지는 대니얼과 함께 정통파 유대교 할라카 규칙의 불가해성을 불평한다.
대니얼은 유대인 식당에서 카슈루트를 조롱하다가 식당 사람들과 시비가 붙는다. 법원에서는 감수성 훈련을 받으라는 판결을 내리고, 대니얼은 홀로코스트 생존자들의 증언을 듣게 되는데...

## 출연
- 라이언 고슬링 - 대니얼 "대니" 베일린트 역
- 빌리 제인 - 커티스 잼프 역
- 테리사 러셀 - 리나 모비어스 역
- 서머 피닉스 - 칼라 모비어스 역
- 로널드 거트먼 - 베일린트 씨 역
- 글렌 피츠제럴드 - 드레이크 역
- 개릿 딜러헌트 - 빌링스 역
- 헤더 골든허시 - 린다 역
- A.D. 마일스 - 가이 대니얼슨 역
- 토미 노힐리 - 윗 역
- 헨리 빈 - 일리오 맨제티 역
- 조슈아 하토 - 카일 역
- 척 아더존 - 척 역
- 엘리자베스 리서 - 미리엄 역
- 사샤 노프 - 신디 포머랜츠 역
- 토바 펠드슈 - 유대교 회당의 여성 역
- 로버토 게리 - 고대 유대인 역
- 에번 모스배크랙
- 데이비드 베일리
- 티버 펠드먼
- 너타샤 러제로 (크레디트 미기재)

## 기타 제작진
- 배역: 에이드리엔 스턴
- 미술: 수전 블록
- 세트: 캐리 스튜어트

## 같이 보기
- 아메리칸 히스토리 X